# A2A
Pour les articles homonymes, voir A2A (homonymie).
Le groupe A2A est le premier opérateur italien dans le secteur du chauffage urbain, dans lequel il exploite 24 réseaux, pour une production de chaleur de 1,5 TWh. C'est également le troisième intervenant en Italie dans la production et la distribution d'électricité. 
Né de la fusion entre les régies italiennes indépendantes AEM de Milan et ASM de Brescia en 2007, A2A a enregistré un chiffre d'affaires de 10,1 milliards d'euros en 2007, avec une marge opérationnelle de 1,936 milliard. 
A2A est dirigé depuis 2014 par Luca Valerio Camerano.

## Répartition du capital
Répartition du capital d’A2A :
- Municipalité de Milan : 25,00000625 % ;
- Municipalité de Brescia : 25,00000625 % ;
- Motor Columbus (Atel AG) : 3,5 % ;
- Municipalité de Bergamo : 2 %  ;
- Fingruppo Holding S.p.A. : 2 %.

## Autres centres d'intérêt
- A2A est actionnaire, avec EDF (coentreprise 50-50), de la société Transalpina di Energia, qui détient 61,3 % de la société italienne Edison, second producteur et distributeur d'énergie (électricité et gaz) en Italie.
- A2A détient une participation de 6,4 % dans la société suisse ATEL Holding AG, producteur privé suisse d'électricité.
- A2A contrôle 50 % du capital d’Ergon Energia avec l'espagnol Endesa.
- A2A a détenu, entre 2008 et 2012, la société française Coriance : rachetée le 31 juillet 2008[3], Coriance a été cédée en 2012 à KKR Infrastructure[4].